# Ma Wan
Ma Wan (馬灣S) è un'isola della regione amministrativa speciale di Hong Kong, in Cina.
Dal punto di vista amministrativo l'isola fa parte del distretto di Tsuen Wan.